# Acquisizione
Il termine acquisizione si riferisce a diversi concetti di diverse discipline, sebbene in generale possa sintetizzarsi come un'operazione umana mediante la quale possa ottenersi il possesso di un diritto, di un bene, di un servizio o di qualunque altro valore fungibile.
In diritto, l'acquisizione è l'operazione di entrata in possesso di diritti, beni o servizi al patrimonio o alla disponibilità dell'interessato, che diviene quindi proprietario o titolare di diritti di godimento. 
Nella finanza, l'acquisizione è un'operazione mediante la quale un'impresa diventa proprietaria o controllante di un'altra. Avviene tipicamente attraverso l'acquisto di azioni dell'impresa acquisita. Le acquisizioni sono caratterizzate dall'acquisto del controllo di un'entità giuridica che rimane comunque legalmente separata da quella originaria dell'acquirente. Lo scopo dell'operazione è la realizzazione delle sinergie.
Nella pratica commerciale, l'acquisizione è tipicamente il procacciamento di contratti di fornitura, nel senso sia di contratti con i fornitori (volti ad assicurare all'acquisitore la disponibilità stabile di talune merci o servizi), sia di contratti con i clienti (tesi a garantire una stabile potenzialità di vendita).
Nell'informatica, e nell'elettronica in genere, si intendono per acquisizione diverse procedure volte alla ricezione di dati, provenienti al sistema in uso da fonte esterna.
Nella biblioteconomia si riferisce alle procedure di incremento del patrimonio documentario della biblioteca mediante acquisti o doni.
In fotografia digitale si intende acquisizione la riproduzione fotografica di una immagine cartacea o su pellicola, per mezzo di uno scanner.